# جغرافيا البرازيل

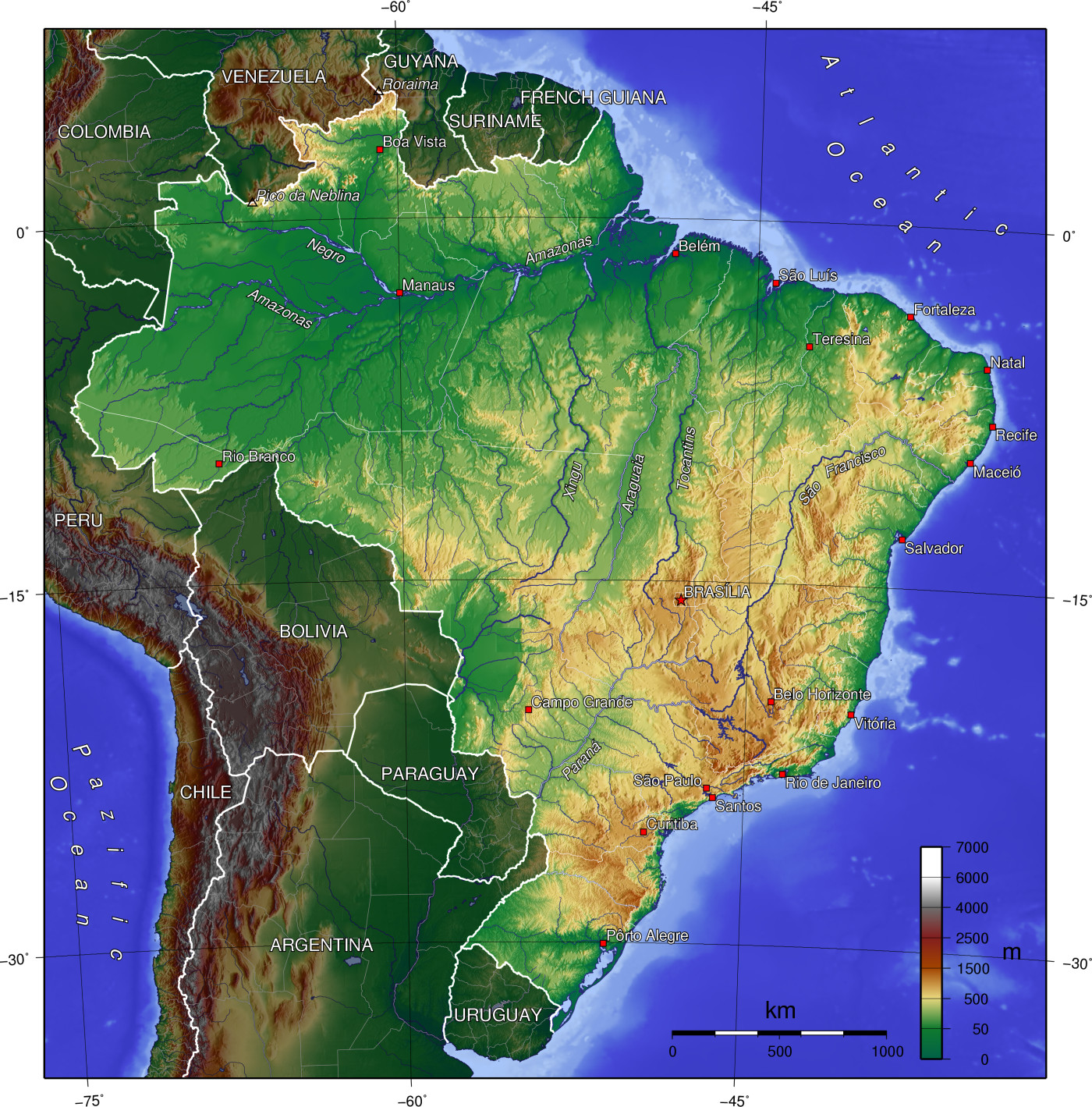
الخريطة الطبوغرافية للبرازيل

تحتل البرازيل ما يقرب نصف مساحة أمريكا الجنوبية، مطلة على المحيط الأطلسي. تغطي البرازيل مساحة قدرها 8,514,215 كيلو متر مربع (3,287,357 ميل مربع) تشمل يابسة بمساحة 8,456,510 كيلومتر مربع (3,265,080 ميل مربع)، و55,455 كيلومتر مربع (21,411 ميل مربع) من المياه. تعد بيكو دا نبلينا أعلى قمة في البرازيل، إذ يبلغ ارتفاعها 2994 متر (9823 قدم). تحد البرازيل كل من الأرجنتين وبوليفيا وكولومبيا وغيانا وباراغواي وبيرو وسورينام والأوروغواي وفنزويلا وفرنسا (غويانا الفرنسية، أحد أقاليم ما وراء البحار لفرنسا).
يعد معظم مناخ البرازيل استوائيًا، وجنوبها معتدل نسبيًا. و أكبر انهار البرازيل نهر الأمازون، وهو ثاني أطول نهر في العالم.

## المساحة والموقع الجغرافي
تحتل البرازيل معظم الجزء الشرقي من قارة أمريكا الجنوبية ووسطها الجغرافي (48% من أمريكا الجنوبية)، فضلًا عن العديد من الجزر في المحيط الأطلسي. تعتبر روسيا، وكندا، والصين، والولايات المتحدة، الدول الوحيدة الأكبر مساحة من البرازيل في العالم. يمتد الإقليم الوطني 4378 كيلومتر (2720 ميل) من الشمال إلى الجنوب (بين دائرتي عرض 5.2717 درجة شمالًا إلى 33.7506 درجة جنوبًا)، ومسافة 4326 كيلومتر (2688 ميل) من الشرق إلى الغرب (بين خطي طول 34.79306 درجة غربًا و73.9828 درجة غربًا). تمتد البرازيل عبر ثلاث مناطق زمنية؛ يسبق أقصى الغرب التوقيت الشرقي القياسي للولايات المتحدة بساعة واحدة، وتسبقه العاصمة برازيليا، أكثر مناطق البرازيل كثافةً سكانية على الساحل الشرقي، بساعتين، باستثناء الفترة بين أكتوبر وفبراير إذ تستخدم توقيتها الصيفي الخاص، بينما تقع جزر المحيط الأطلسي في المنطقة الزمنية أقصى الشرق.
تملك البرازيل أرخبيل فرناندو دي نورونيا، الواقع على بعد 350 كيلومترًا (217 ميلًا) شمالي شرقي الساحل البرازيلي، والعديد من الجزر الصغيرة والشعاب الحلقية المرجانية في المحيط الأطلسي مثل أرخبيل أبرولهوس، جزيرة روكاس الاستوائية، أرخبيل القديس بطرس والقديس بولس، وأرخبيل ترينداد ومارتين فاز. في أوائل سبعينيات القرن العشرين، طالبت البرازيل ببحر إقليمي يمتد على مسافة 362 كيلومتر من شواطئ البلاد، بما في ذلك شواطئ الجزر.
يمتد خط الساحل الأطلسي على مسافة 7367 كيلومتر (4578 ميل) على الساحل الشرقي للبرازيل. في الغرب، وباتجاه عقارب الساعة من الجنوب، تمتلك البرازيل حدودًا طولها 15,719 كيلومتر (9767 ميل) مع الأوروغواي والأرجنتين وباراغواي وبوليفيا وبيرو وسورينام وغيانا وفنزويلا وكولومبيا وغويانا الفرنسية (إقليم من أقاليم فرنسا ما وراء البحار). تعد شيلي والإكوادور البلدان الوحيدة في أمريكا الجنوبية التي ليس لها حدود مع البرازيل. بعض الأجزاء القصيرة محل تساؤل، ولكن لا توجد خلافات كبيرة حقيقية بشأن الحدود مع أي من البلدان المجاورة. تحتل البرازيل المرتبة العاشرة من حيث مساحة المنطقة الاقتصادية الخالصة، والبالغة 3,830,955 كيلو متر مربع (1,479,140 ميل مربع).
لدى البرازيل ستة أنظمة بيئية رئيسية هي: حوض الأمازون، وهو نظام غابات مطيرة استوائية، والبانتانال المجاور لباراغواي وبوليفيا، وهو نظام منطقة رطبة استوائية، وسيرادو، وهو نظام سافانا يغطي معظم وسط البلاد، وكاتنغا أو موطن الأحراش الشائكة في الشمال الشرقي، والغابة الأطلسية التي تمتد على طول الساحل من الشمال الشرقي إلى الجنوب، والبامبا أو السهول المنخفضة الخصبة الواقعة في أقصى الجنوب.

## الأنهار والبحيرات
وفقًا للحكومة البرازيلية، توجد اثنتا عشرة منطقة هيدروغرافية رئيسية في البرازيل. تشكل سبع مناطق منها مستجمعات مائية سميت باسم أنهارها الرئيسية، وتمثل الخمس الأخرى تجمعات من مستجمعات مائية مختلفة في مناطق لا يوجد فيها نهر رئيسي.
سُميت السبع مناطق الهيدروغرافية التالية باسم أنهارها الرئيسية: حوض الأمازون، الباراغواي، البارانا، البارنايبا، ساو فرانسيسكو، التوكانتين، والأوروغواي.
تستند المناطق الهيدروغرافية الساحلية الخمس التالية إلى التجمعات الإقليمية لمستجمعات المياه الصغيرة (مدرجة من الشمال إلى الجنوب): غرب المحيط الأطلسي الشمالي الشرقي، شرق المحيط الأطلسي الشمالي الشرقي، شرق المحيط الأطلسي، جنوب شرق المحيط الأطلسي، وجنوب المحيط الأطلسي.
يعد نهر الأمازون أوسع وثاني أطول نهر (بعد نهر النيل) في العالم. يستنزف هذا النهر الضخم الجزء الأكبر من الغابات المطيرة في العالم. يوجد نهر آخر رئيسي، هو نهر بارانا، ومنبعه في البرازيل. يشكل نهر بارانا حدود باراغواي والأرجنتين، ثم يستمر في طريقه عبر الأرجنتين وإلى المحيط الأطلسي، على طول الساحل الجنوبي للأوروغواي.

## المناخ
على الرغم من أن 90% من الدولة تقع داخل المنطقة الاستوائية، فمناخ البرازيل يختلف اختلافًا كبيرًا من الشمال الاستوائي في غالبه (إذ يعبر خط الاستواء مصب الأمازون) إلى المناطق المعتدلة الواقعة تحت مدار الجدي (دائرة العرض 23.45 درجة جنوبًا)، التي تعبر البرازيل عند دائرة عرض مدينة ساو باولو. تحتوي البرازيل على خمس مناطق مناخية: الاستوائية، المدارية، شبه القاحلة، المرتفعات الاستوائية، وشبه الاستوائية.
تكون درجات الحرارة على طول خط الاستواء مرتفعة، إذ تزيد في المتوسط عن 25 درجة مئوية (77 درجة فهرنهايت)، ولكنها لا تصل إلى درجات الحرارة القصوى في الصيف التي تصل في المناطق المعتدلة إلى 40 درجة مئوية (104 درجات فهرنهايت). هناك اختلاف موسمي قليل قرب خط الاستواء، على الرغم من أنه في بعض الأحيان يمكن أن يكون باردًا بما يكفي ليحتاج الشخص إلى ارتداء سترة، خاصة وقت المطر. في الطرف الآخر من البلاد، تضرب موجات صقيع جنوب مدار الجدي خلال فصل الشتاء (من يونيو إلى أغسطس)، وتهطل ثلوج أيضًا في المناطق الجبلية، مثل بارانا وريو غراندي دو سول وسانتا كاتارينا. تتسم درجات الحرارة في مدن ساو باولو، وبيلو هوريزونتي، وبرازيليا بالاعتدال (عادة ما تتراوح بين 15 و30 درجة مئوية أو 59 و86 درجة فهرنهايت)، على الرغم من دائرة العرض المنخفضة نسبيًا، بسبب ارتفاعها لما يقرب من 1000 متر (3281 قدم). تتميز ريو دي جانيرو وريسيفي والسلفادور بمناخ دافئ إذ تتراوح درجات الحرارة بين 23 و27 درجة مئوية (73.4 إلى 80.6 درجة فهرنهايت)، ولكنها تتمتع برياح تجارة ثابتة. تتمتع مدينتا بورتو أليغري وكوريتيبا الجنوبيتين بمناخ شبه استوائي مماثل للمناخ السائد في أجزاء من الولايات المتحدة وأوروبا، وقد تنخفض درجات الحرارة إلى ما دون درجة التجمد في الشتاء.
تختلف مستويات الهطول بشكل كبير. يتراوح متوسط هطول الأمطار في معظم البرازيل بين 1000 و1500 مليمتر (39.4 و59.1 إنش) سنويًا، مع هطول معظم الأمطار في الشتاء (بين ديسمبر وأبريل) جنوب خط الاستواء. تتسم منطقة الأمازون بالرطوبة، إذ يتجاوز هطول الأمطار عادة 2000 ملليمتر (78.7 إنش) سنويًا، وتصل إلى 3000 ملليمتر (118.1 إنش) في أجزاء من الأمازون الغربي وبالقرب من بيليم. لا يعرف كثيرون أن في غابة الأمازون المطيرة، وعلى الرغم من ارتفاع معدل هطول الأمطار السنوي، موسم جفاف يتراوح بين ثلاثة وخمسة أشهر، ويختلف توقيت ذلك وفقًا للموقع إن كان شمال خط الاستواء أم جنوبه.
تتباين مستويات الهطول المرتفعة والمنتظمة نسبيًا في الأمازون بشكل حاد مع جفاف شمال شرق المنطقة شبه القاحلة، إذ يكون هطول الأمطار شحيحًا وتوجد فترات جفاف شديدة في دورات يبلغ متوسطها سبع سنوات. يعد الشمال الشرقي الجزء الأكثر جفافًا من البلاد. تشكل المنطقة أيضًا أشد المناطق حرارة في البرازيل، إذ سُجلت درجات حرارة تزيد عن 38 درجة مئوية (100 درجة فهرنهايت) خلال موسم الجفاف بين مايو ونوفمبر. مع ذلك، فإن السيرتاو، وهي منطقة من غطاء نباتي شبه صحراوي تُستخدم بشكل أساسي في تربية الماشية بكثافة منخفضة، تخضرّ بهطول المطر. يتراوح منسوب الأمطار بين 1500 إلى 2000 ملليمتر (59.1 إلى 78.7 إنش) في الوسط الغربي سنويًا، بموسم جاف واضح في منتصف السنة، ولا يتسم الجنوب بموسم جاف ملحوظ معظم السنة.